# یان کرونر
یان کرونر (انگلیسی: Ján Kroner; ۱ مهٔ ۱۹۲۷ – ۲۴ ژوئن ۱۹۸۶) بازیگر اهل کشور اسلواکی بود.